# Céline Banza
Pour les articles homonymes, voir Banza.
Céline Banza, née en février 1997 à Kinshasa, est une chanteuse, vidéaste, auteure, compositrice, interprète, performeuse de la République démocratique du Congo. Elle a remporté l'édition 2019 du Prix Découvertes RFI.

## Les débuts
Née à Kinshasa en février 1997, Céline Banza compose et interprète des chansons réligieuses dès l'âge de cinq ans ou sept ans. Son défunt père lui offre alors une guitare. Depuis, sa vie est entièrement consacrée à la musique.
Elle commence à chanter très jeune avec la chorale de son école avant de s'installer à Kisangani, une ville du centre-est du pays, où elle rencontre des personnes qui l'aident à développer son goût pour la musique, la danse, le théâtre et le cinéma. En 2017, de sa collaboration avec le chorégraphe-danseur Faustin Lyniekula, naît le court-métrage : Tamuzi, dans lequel elle joue son propre rôle.
Sa première scène se déroule à l’alliance française de la ville. Elle côtoie des danseurs et des rappeurs.
A quinze ans, de retour dans sa ville natale, Kinshasa, Céline Banza entre à l'Institut National des Arts où elle étudie la musicologie. Elle confie que cette discipline l'a grandement aidée dans sa créativité. Elle y rencontre ses trois compagnons qui formeront plus tard, son groupe artistique Banza Musik.
En 2017, sa participation à l’émission The Voice Afrique francophone, la conforte dans son envie d’entamer une carrière musicale. Elle se fixe comme objectif de gravir peu à peu les marches et d’occuper le devant de la scène.

## La révélation
Céline Banza, âgée de 22 ans apparait sous les feux des projecteurs en remportant en novembre 2019, le prestigieux Prix international de la découverte de Radio France, un prix qui célèbre les jeunes talents des musiques africaines et qui, espère-t-elle, donnera un coup de fouet à sa carrière internationale. Ce prix a révélé certains artistes confirmés tels que Tiken Jah Fakoly, Rokia Traoré, Didier Awadi, Amadou et Mariam et Yvan Buravan.
Le jury composé d’artistes confirmés du continent comme A'salfo, Charlotte Dipanda, Tiken Jah Fakoly, Fally Ipupa, Josey, Angélique Kidjo, Youssou N’Dour, Oumou Sangaré et Singuila, distingue une ou un artiste peu connu, choisi pour l’originalité de son univers musical.
" Tere Mbi ", sa chanson primée, qui signifie " Mon corps ", a pour but d'affirmer sa valeur en tant que femme au-delà du regard masculin. Elle chante en ngbandi, une langue parlée dans le nord-est de la République démocratique du Congo : 
" Vous pensez que vous pouvez acheter mon âme avec vos biens. Vous me confondez avec une marchandise ou une esclave "
Céline Banza a fait le choix de chanter dans sa langue maternelle plutôt qu'en français ou en anglais, parce qu'elle veut que le public connaisse sa culture et son identité,.
Le 10 janvier 2020, sous le label français Bomayé Musik de Philo et Youssoupha, elle sort un nouveau single intitulé “ Na mileli ” signifiant en lingala “S'apitoyer sur son sort". Dans un rythme mélancolique, Céline relate l'histoire d’un amour non terminée.

## Autres parcours
La jeune chanteuse Céline Banza a été nommée en date du 31 juillet 2021 Ambassadrice nationale de l' UNICEF en République démocratique du Congo à l'occasion de la journée de la femme africaine.

## Discographie

### Singles
| Année | Chansons      |
| ----- | ------------- |
| 2019  | Te Rembi      |
| 2019  | Legigi No Gbi |
| 2019  | Mbi Gwe       |
| 2019  | Mbi Lo        |
| 2019  | Sur Le Pave   |
| 2019  | Mbi Yemo      |
| 2019  | Songo Te He   |
| 2020  | Na Mileli     |
| 2020  | Mbi Ndo Yemo  |

### Album: Praefatio[7]
| Année | Titres              |
| ----- | ------------------- |
| 2021  | 1. Tere mbi         |
| 2021  | 2. Songo te he      |
| 2021  | 3. Sur le pavé      |
| 2021  | 4. Rain             |
| 2021  | 5. Zingo            |
| 2021  | 6. Na mi leli       |
| 2021  | 7. Mbi ndo yemo     |
| 2021  | 8. Mbi gwe          |
| 2021  | 9. Mbi yemo si baba |
| 2021  | 10. Is it love      |
| 2021  | 11. Départ          |
| 2021  | 12. Le gigi ndo gbi |
| 2021  | 13. Mbi lo          |

### EP: Prayer
| Année | Titres         |
| ----- | -------------- |
|       |                |
| 2022  | 1. Prayer      |
| 2022  | 2. Fragile     |
| 2022  | 3. Na Hin      |
| 2022  | 4. Fa Mbi Lege |
| 2022  | 5. For You     |

## Prix et nominations
| Année | Nomination / Œuvre      | Prix                      | Résultat |
| ----- | ----------------------- | ------------------------- | -------- |
| 2019  | Céline Banza / Te Rembi | Prix découvertes RFI 2019 | Gagnante |